# Arpinia inops
Arpinia inops är en svampart som beskrevs av Berthet 1974. Arpinia inops ingår i släktet Arpinia och familjen Pyronemataceae.   Inga underarter finns listade i Catalogue of Life.